# Ihavandhippolhu-atol

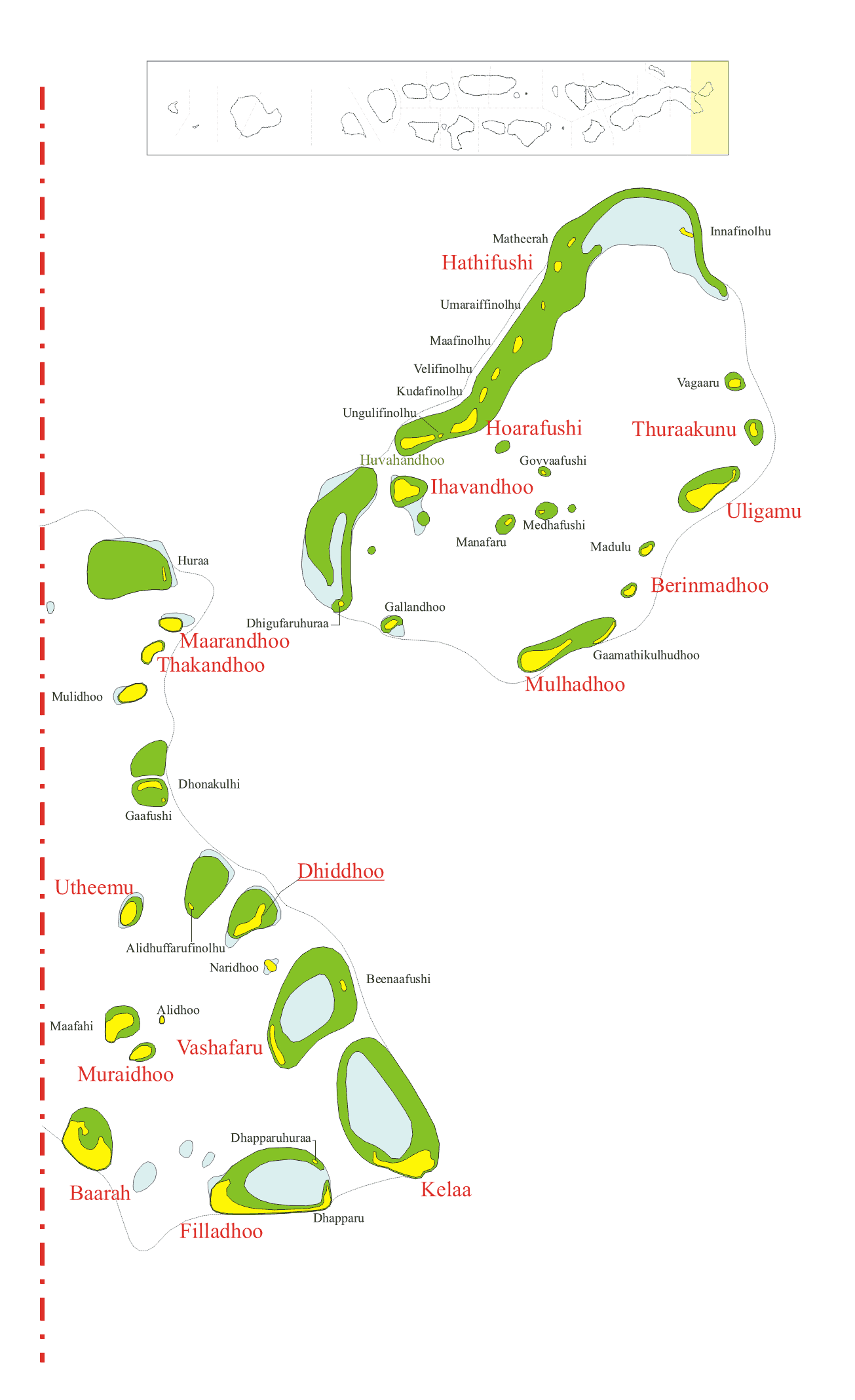
Kaart

Het Ihavandhippolhu-atol is een klein 22 km lang natuurlijk atol in de Maldiven.

## Geografie
Het Ihavandhippolhu-atol is het meest noordelijk gelegen atol van de Maldiven. Een lang barrièrerif vormt de westzijde van het atol. Het merendeel van de 23 eilanden ligt op het rif dat de rand van het atol vormt.

### Eilanden
De volgende eilanden maken deel uit van het atol:
1. Berinmadhoo
2. Dhigufaruhuraa
3. Gaamathikulhudhoo
4. Gallandhoo
5. Govvaafushi
6. Hathifushi
7. Hoarafushi
8. Huvahandhoo
9. Innafinolhu
10. Ihavandhoo
11. Kudafinolhu
12. Maafinolhu
13. Madulu
14. Manafaru
15. Matheerah
16. Medhafushi
17. Molhadhoo
18. Thuraakunu
19. Uligamu
20. Umaraiffinolhu
21. Ungulifinolhu
22. Vagaaru
23. Velifinolhu

## Bestuurlijke indeling
Het Ihavandhippolhu Atol ligt geheel in het het administratieve atol Haa Alif-atol.
Ihavandhippolhu-atol · Thiladhunmathi-atol · Miladhunmadulhu-atol · Maalhosmadulhu-atol · Fasdūtherē · Goifulhafehendhu-atol · Faadhippolhu-atol · Noordelijke Malé-atol · Zuidelijke Malé-atol · Thoddoo · Rasdhoo-atol · Ari-atol · Felidhu-atol · Vattaru-atol · Mulaku-atol · Noordelijke Nilandhé-atol · Zuidelijke Nilandhé-atol · Kolhumadulu-atol · Haddhunmathi-atol · Huvadhu-atol · Addu-atol